# Стенна цимбалария
Стенната цимбалария (Cymbalaria muralis) е цъфтящо растение от семейство Живовлекови, произхождащо от Средиземноморска Европа и широко натурализирано другаде. Среща се и в диво състояние, например в Полша. Обикновено расте в пукнатини на скали и стени и по пешеходни пътеки.

## Описание
Листата са вечнозелени, заоблени до сърцевидни, 2,5 до 5 см дълги и широки, 3–7-делни, редуващи се на тънки стъбла. Има много по-дълги, до 1 м дълги, пълзящи издънки с лилав цвят. Цветовете са много малки, но отчетливо изпъкнали, подобни по форма на цветята на щрака. Цъфти от май до септември.
- Общ вид
- Листо
- Цвят
- Плодове

## Разпространение
Стенната цимбалария е родом от Южна и Югозападна Европа, Южните Алпи, Източна Югославия, Южна Италия и Сицилия. Тя се е разпространила по целия свят като инвазивно растение, включително Съединените щати, Британските острови, Австралия и Нова Зеландия.
Твърди се, че растението е било въведено през 17-ти век в Англия случайно, когато пратка със скулптури е била докарана в Оксфорд. До 19-ти век е широко разпространено в Обединеното кралство.